# Frambouhans
Frambouhans ist eine französische Gemeinde mit 878 Einwohnern (Stand: 1. Januar 2022) im Département Doubs in der Region Bourgogne-Franche-Comté.

## Geographie
Frambouhans liegt auf 865 m, vier Kilometer südwestlich von Maîche und etwa 14 Kilometer nördlich der Stadt La Chaux-de-Fonds (Luftlinie). Das Dorf erstreckt sich im Jura, inmitten des weiten Hochplateaus von Maîche, am Ostfuß des Höhenzuges des Vieux Ban. Das Gemeindegebiet gehört zum Regionalen Naturpark Doubs-Horloger.
Die Fläche des 10,10 km² großen Gemeindegebiets umfasst einen Abschnitt des französischen Juras. Das gesamte Gebiet wird vom schwach reliefierten Hochplateau von Maîche eingenommen, das durchschnittlich auf 880 m liegt. Es ist überwiegend von Wies- und Weideland bestanden, zeigt aber auch einige größere Waldflächen, insbesondere der Grand Bois im Osten. Das Plateau besitzt keine oberirdischen Fließgewässer, weil das Niederschlagswasser im verkarsteten Untergrund versickert. Auf dem Gemeindeboden gibt es mehrere Dolinen. Nach Westen erstreckt sich das Gemeindeareal auf den Höhenrücken des Vieux Ban, auf dem mit 960 m die höchste Erhebung von Frambouhans erreicht wird.
Zu Frambouhans gehören neben dem eigentlichen Ort auch verschiedene Weiler und zahlreiche Einzelhöfe, darunter:
- Les Pontots (860 m) auf dem Plateau am südlichen Ortsrand
- Le Crotot (880 m) auf dem Plateau von Maîche

Nachbargemeinden von Frambouhans sind Maîche im Norden, Les Écorces im Osten, Fournet-Blancheroche im Süden sowie Bonnétage und Saint-Julien-lès-Russey im Westen.

## Geschichte
Im Mittelalter gehörte Frambouhans zur Herrschaft Maîche. Zusammen mit der Franche-Comté gelangte das Dorf mit dem Frieden von Nimwegen 1678 an Frankreich.

## Sehenswürdigkeiten

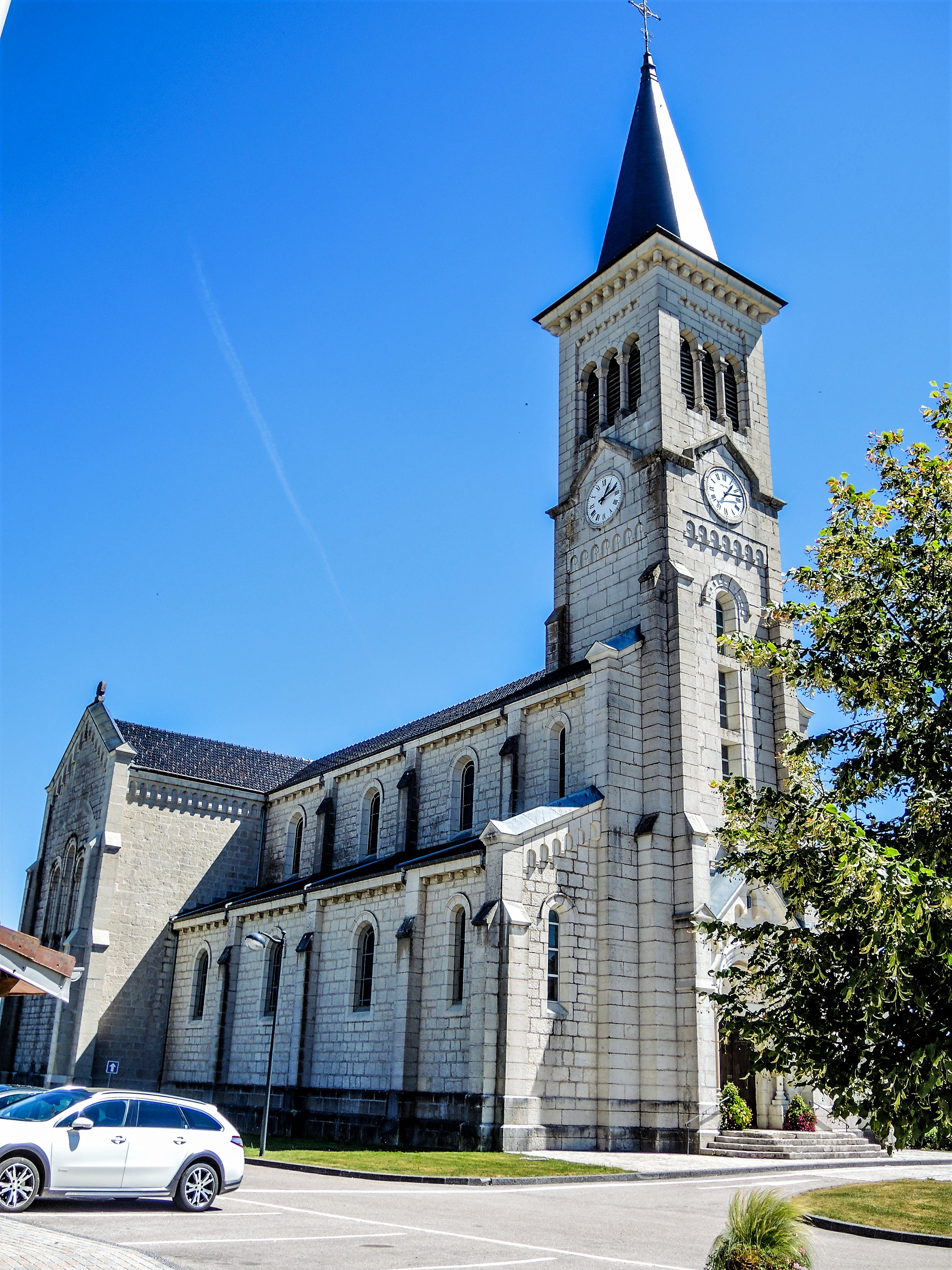
Kirche Saint-Sébastien

Die Dorfkirche Saint-Sébastien in Frambouhans stammt ursprünglich aus dem 16. Jahrhundert, wurde jedoch im 20. Jahrhundert weitgehend neu erbaut. Der Dorfbrunnen datiert von 1775.

## Bevölkerung
| Jahr                       | 1962 | 1968 | 1975 | 1982 | 1990 | 1999 | 2016 |
| Einwohner                  | 268  | 274  | 416  | 545  | 553  | 613  | 892  |
| Quellen: Cassini und INSEE |      |      |      |      |      |      |      |

Mit 878 Einwohnern (Stand 1. Januar 2022) gehört Frambouhans zu den kleinen Gemeinden des Départements Doubs. Nachdem die Einwohnerzahl in der ersten Hälfte des 20. Jahrhunderts markant abgenommen hatte (1896 wurden noch 618 Personen gezählt), wurde seit Beginn der 1970er Jahre wieder eine kontinuierliche Bevölkerungszunahme verzeichnet.

## Wirtschaft und Infrastruktur
Frambouhans war bis ins 20. Jahrhundert hinein ein vorwiegend durch die Landwirtschaft (Viehzucht und Milchwirtschaft) und die Forstwirtschaft geprägtes Dorf. Daneben gibt es heute verschiedene Betriebe des Klein- und Mittelgewerbes, hauptsächlich in den Branchen Baugewerbe, Mikromechanik, Uhrenindustrie und Werkzeugherstellung. Viele Erwerbstätige sind auch Wegpendler, die in den umliegenden größeren Ortschaften ihrer Arbeit nachgehen.
Die Ortschaft ist verkehrstechnisch gut erschlossen. Sie liegt an der Hauptstraße D437, die von Montbéliard via Maîche nach Morteau führt. Weitere Straßenverbindungen bestehen mit Charquemont, Fournet-Blancheroche und Saint-Julien-lès-Russey.